# الکس ریزبک
الکس ریزبک (به زبان انگلیسی: Alex Raisbeck) (زاده ۲۶ دسامبر ۱۸۷۸– درگذشت ۱۲ مارس ۱۹۴۹) بازیکن و سرمربی فوتبال اهل اسکاتلند است که سابقه بازیکنی در باشگاه‌های استوک سیتی و لیورپول در لیگ فوتبال را داشت. وی همچنین نخستین کاپیتان تاریخ باشگاه لیورپول بود که در مسابقات لیگ دسته اول به همراه لیورپول قهرمان انگلستان شد.

## افتخارات
الکس ریزبک به همراه لیورپول در فصل‌های (۱۹۰۰–۰۱) و (۱۹۰۵–۰۶) قهرمان لیگ دسته اول انگلیس شد.